# Łebka

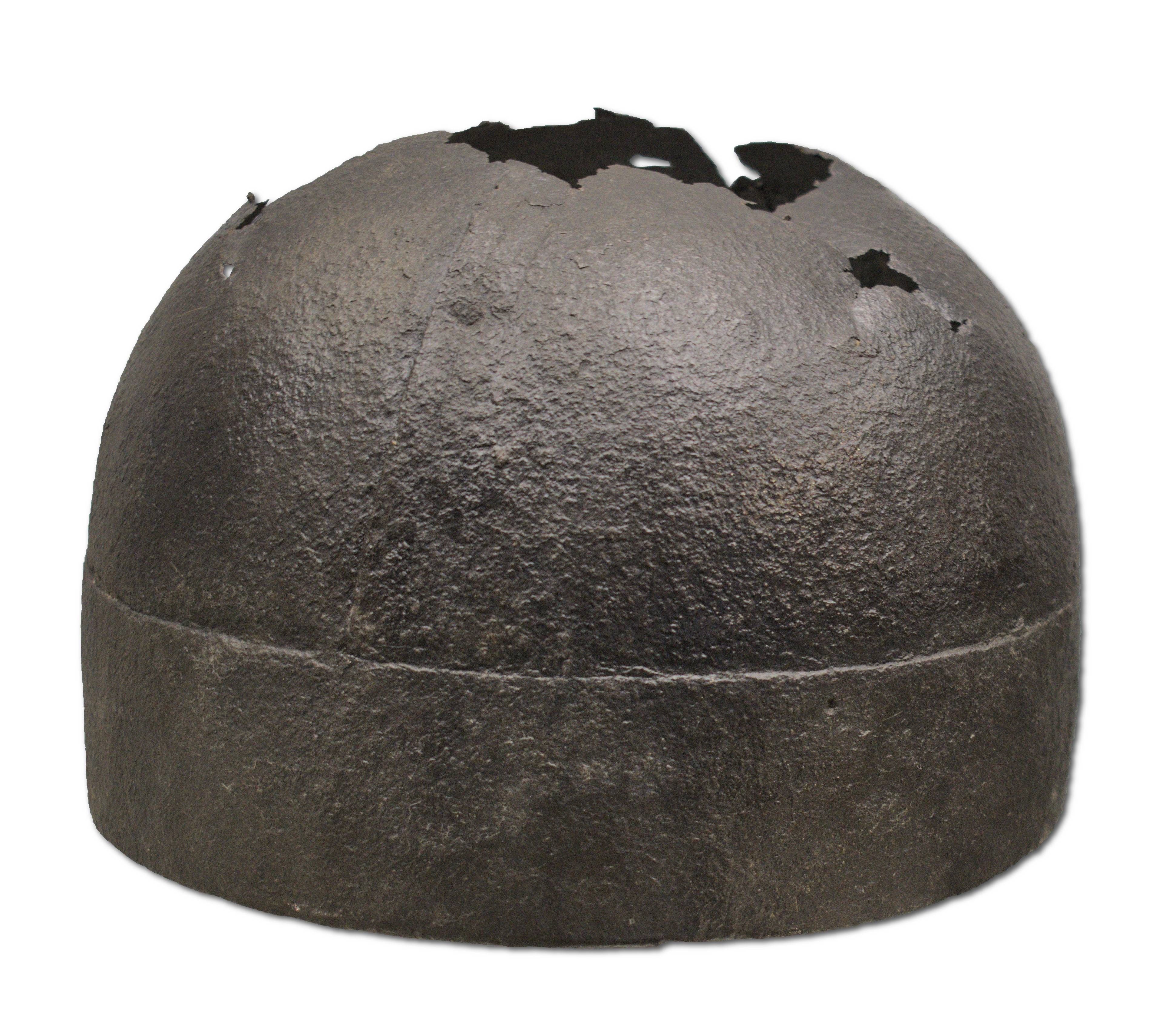
Łebka, wersja wczesna (XII w.)

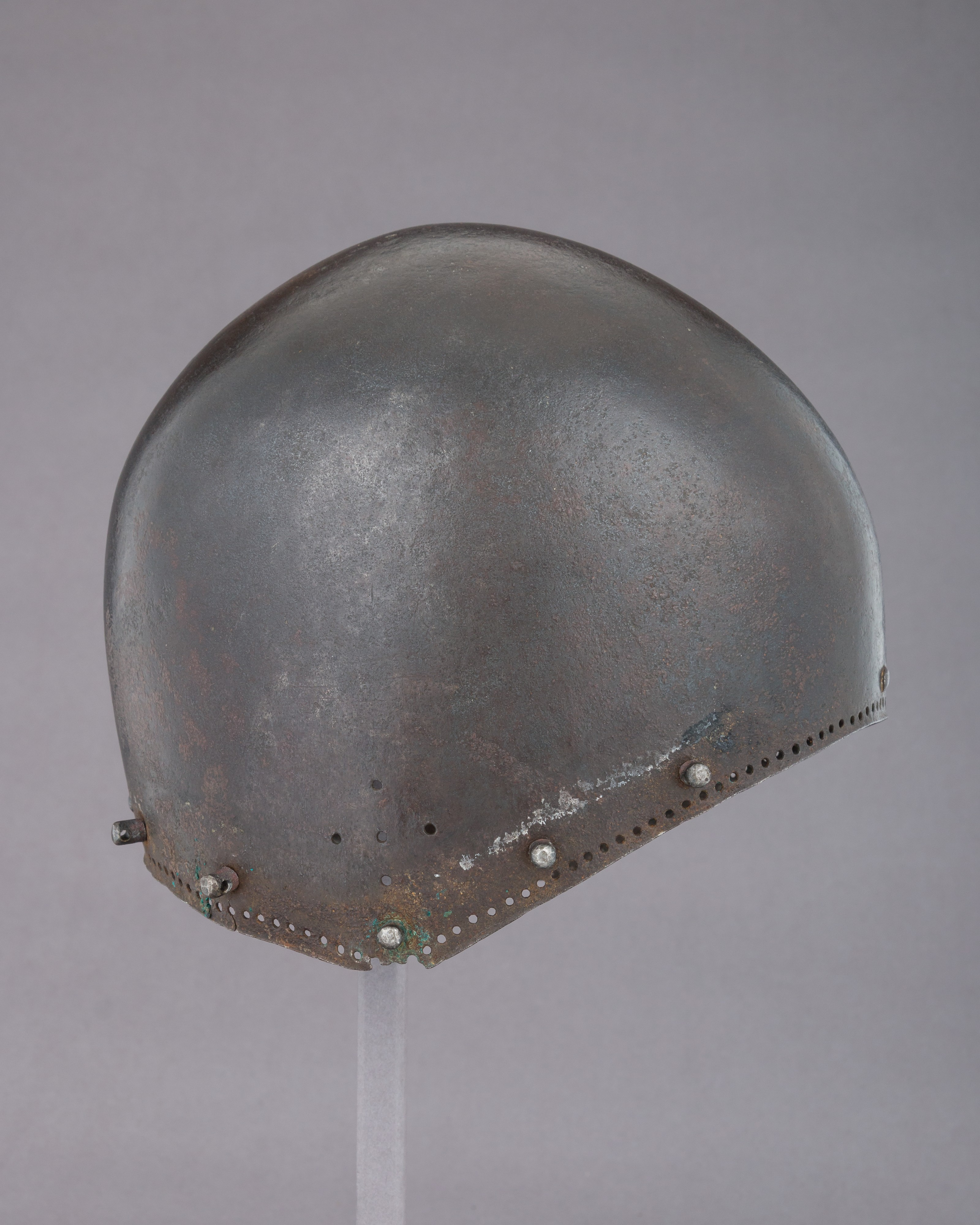
Łebka, wersja późna (XIV w.), zaliczana też do wczesnej formy basinetu

Łebka – średniowieczny hełm o prostej konstrukcji, charakteryzujący się ścisłym dopasowaniem do kształtu głowy.

## Historia
Łebka znana była od XII w. W swojej pierwotnej formie jako tzw. hełm sekretny, miała postać niewielkiej „miski” (płaskiej lub lekko zaokrąglonej) noszonej pod kapturem kolczym lub hełmem garnczkowym, jako dodatkowa ochrona w wypadku uszkodzenia hełmu właściwego. Z czasem  zaczęła przechodzić stopniową ewolucję, zwiększając swoje rozmiary i zaczęto nosić ją na kapturze kolczym lub stosować jako samodzielną formę hełmu. Ostatecznie łebki wyewoluowały w bardziej zaawansowane konstrukcje, zapewniające znacznie lepszą ochronę (jak np. basinet czy salada), mimo to używano ich dalej przez całe średniowiecze i początkowy okres renesansu.

## Budowa
Łebka charakteryzowała się bardzo prostą konstrukcją. Była hełmem otwartym, w formie dzwonu wykonanego najczęściej z jednego kawałka stalowej blachy, o półkulistym lub lekko szpiczastym kształcie ściśle dopasowanym do głowy. Jako element dodatkowy stosowano niekiedy doczepiany do dolnej krawędzi dzwonu kaptur kolczy.